# Apple TV+
Apple TV+ ist ein Video-on-Demand-Dienst, der seit dem 1. November 2019 verfügbar ist. Er soll mit Netflix, Amazon Prime Video und ähnlichen Anbietern konkurrieren und vorrangig eigenproduzierte Serien und Filme anbieten. Im ersten Jahr soll Apple für die Produktion von eigenen Inhalten bereits bis zu zwei Milliarden US-Dollar investiert haben.

## Geschichte
Nachdem schon länger bekannt war, dass Apple an einem solchen Dienst arbeitet, wurde er der Presse am 25. März 2019 vorgestellt. Hier zeigte Apple kurze Ausschnitte kommender Serien und Filme.
Von Beginn verpflichtete man bekannte Regisseure, Schauspieler und anderen Persönlichkeiten. Unter anderem waren Oprah Winfrey, Steven Spielberg, J. J. Abrams, Reese Witherspoon, Jennifer Aniston, Sofia Coppola und Octavia Spencer an Projekten beteiligt.
Im September 2019 gab Apple bekannt, dass der Service zunächst 4,99 US-$ pro Monat kosten werde. Das Programm kann über eine App wiedergegeben werden, die nicht nur für Apple-Geräte erschien. So läuft der Dienst auch auf Smart-TVs von Samsung, LG und Sony; Geräte von Roku, der Google Chromecast mit Google TV und Amazons Fire TV werden ebenfalls unterstützt. Apple TV+ wird als App auch auf Spielkonsolen von Sony (ab PlayStation 4) und Microsoft (ab Xbox One) angeboten. Im Juni 2021 erschien eine App für Android-TV-Geräte bei Google Play. Die App für Android-Smartphones und -Tablets wurde im Februar 2025 veröffentlicht. Daneben können Inhalte auch über jeden gängigen Webbrowser wiedergegeben werden.
Mit Veröffentlichung des Streaming-Dienstes in Apples TV-App am 1. November 2019 bekamen auch Kunden im deutschsprachigen Raum die Möglichkeit, den Service für 4,99 € (6,- CHF) zu abonnieren. Für Käufer eines neuen Apple-Gerätes nach dem 10. September 2019 war der Dienst ein Jahr lang im Kaufpreis enthalten. Ende Oktober 2022 stieg der Monatspreis auf 6,99 € (8,- CHF). Ein Jahr später folgte eine weitere Preiserhöhung auf 9,99 € pro Monat (10,90 CHF).

## Produktionen
Der Dienst erhielt mehrere Nominierungen für die Golden Globe Awards 2021 sowohl in der Kategorie Fernsehen als auch in der Kategorie Film und wurde als "mit einer beeindruckenden Erfolgsbilanz für die Bereitstellung von durchweg guten - und manchmal großartigen - Programmen für Abonnenten, trotz eines viel, viel kleineren Gesamtangebots" bezeichnet." Apples Serie Ted Lasso gewann 2021 vier Primetime Emmy Awards, darunter Outstanding Comedy Series, Outstanding Lead Actor in a Comedy Series (Jason Sudeikis), Outstanding Supporting Actor in a Comedy Series (Brett Goldstein) und Outstanding Supporting Actress in a Comedy Series (Hannah Waddingham).
Seit dem Jahr 2019 unterhält Apple TV+ Medienangaben zufolge mehrere First-Look-Vereinbarungen, die jeweils für mehrere Jahre ein Vorkaufsrecht an Produktionen verschiedener Unternehmen einräumen sollen. Hierzu zählen unter anderem die Produktionsfirmen Appian Way Productions von Leonardo DiCaprio, Idris Elbas Green Door Pictures, Ridley Scotts Scott Free Productions und Martin Scorseses Sikelia Productions. Aus letzterer Kooperation entstand der Film Killers of the Flower Moon (2023), welcher zusätzlich von Paramount Pictures in Kinos veröffentlicht wurde.
Apple konnte mit seinem Angebot 2022 zum zweiten Jahr in Folge die im Durchschnitt höchsten Bewertungen der bekannten Streamingdienste bei IMDb erreichen.

## Reichweite
Im März 2022 verfügte Apple TV+ weltweit schätzungsweise über 25 Millionen zahlende Abonnenten und weitere 50 Millionen Personen, die kostenlosen Zugang auf den Dienst über  Werbeaktionen hatten. In diesen Werbeaktionen erhielten Kunden beim Kauf eines neuen Apple-Geräts drei bis 12 Monate lang kostenlosen Zugang zu Apple TV+.
In Deutschland nutzten im Jahr 2023 6 % der Bevölkerung ab 14 Jahren mindestens einmal pro Monat Apple TV+. In der Schweiz waren es 2023 5,2 % bzw. 350.000 Personen ab 15 Jahren, die den Dienst mindestens gelegentlich nutzen.